# صندلية كبيرة
صندلية كبيرة قرية سوريّة تتبع إداريّاً لمحافظة حلب منطقة منبج ناحية أبو قلقل، بلغ تعداد سكانها 484 نسمة حسب التعداد السكاني لعام 2004.